# Atletica leggera ai Giochi della V Olimpiade
Ai Giochi della V Olimpiade di Stoccolma 1912 sono stati assegnati 31 titoli in gare di atletica leggera.
- 31 titoli in palio;
- Durata del programma: dal 6 al 15 luglio 1912;
- Nazioni partecipanti: 27[1]. Per la prima volta partecipa una nazione dell'Asia: il Giappone. È invece l'ultima partecipazione della Russia zarista. Mosca tornerà ai Giochi solamente nel 1952 (Helsinki).
- Atleti iscritti: 533 (tutti uomini)[1].
- Sono ammessi per ogni gara fino a 12 uomini della stessa nazione.
- Sede delle gare: Stadio Olimpico di Stoccolma. Pista disegnata da Charles Perry, lunghezza di 385 m, in cenere, 6 corsie.
- Al posto delle 5 miglia inglesi vengono introdotti i 5000 metri e i 10.000 metri. Entrano ai Giochi anche le staffette 4x100 e 4x400. Non si disputano invece le siepi e i 400 m ostacoli.
- Appare il Decathlon come lo conosciamo oggi: 4 gare di corsa (di cui una a ostacoli), tre salti e tre lanci.
- 5 migliori prestazioni mondiali, 12 nuovi record olimpici.

## Partecipazione
Viene aggiornato il regolamento che stabilisce il confine tra dilettantismo e professionismo, risalente al 1894 e in uso fin dai primi Giochi del 1896. Viene ora permesso ai dilettanti: a) Gareggiare con i professionisti nelle competizioni a squadre; b) Percepire i rimborsi di viaggio e di soggiorno. 

Viene ribadito invece il divieto di svolgere insieme l'attività di atleta e di allenatore, se quest'ultima è retribuita.
Le 26 nazioni che prendono parte alle gare di atletica leggera ai V Giochi olimpici sono:
| Paese                                   | Atleti |
| --------------------------------------- | ------ |
| Australasia (Australia + Nuova Zelanda) | 5      |
| Austria                                 | 12     |
| Belgio                                  | 2      |
| Boemia                                  | 11     |
| Canada                                  | 18     |
| Cile                                    | 6      |
| Danimarca                               | 14     |
| Finlandia                               | 23     |
| Francia                                 | 25     |
| Germania                                | 24     |
| Giappone                                | 2      |
| Regno Unito (comprende l'Irlanda)       | 61     |
| Grecia                                  | 5      |
| Italia                                  | 12     |
| Lussemburgo                             | 2      |
| Norvegia                                | 21     |
| Paesi Bassi                             | 1      |
| Portogallo                              | 3      |
| Russia                                  | 32     |
| Regno di Serbia                         | 2      |
| Stati Uniti                             | 109    |
| Sudafrica                               | 7      |
| Svezia                                  | 106    |
| Svizzera                                | 1      |
| Turchia                                 | 2      |
| Ungheria                                | 27     |

Tutti i Paesi che hanno partecipato ai Giochi di Londra 1908 sono presenti.
Impero turco e Giappone sono le prime nazioni asiatiche a partecipare ai Giochi. Per la prima volta le Olimpiadi vedono la partecipazioni di atleti provenienti dai cinque continenti.

Altre nazionali che partecipano per la prima volta alle gare di atletica ai Giochi sono: Cile, Lussemburgo, Portogallo e Serbia.

## Il punto tecnico

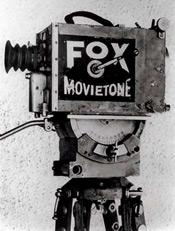
Ginnastica, Atletica leggera e Scherma (durata: 8'18")

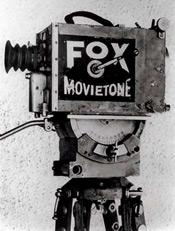
L'atletica a Stoccolma (Dall'inizio fino al minuto 13'22"; con didascalie in italiano)

Sono ammessi per ogni gara fino a 12 uomini della stessa nazione. Gli Stati Uniti effettuano, come quattro anni prima, le selezioni nazionali in tre luoghi diversi: Ovest (Stanford, 17 maggio), Centro (Evanston, 8 giugno) ed Est (Cambridge, ancora l'8 giugno). 

A Stoccolma viene introdotto il cross individuale e ritorna il cross a squadre; tali gare dureranno per tre edizioni dei Giochi, poi saranno soppresse.
| Specialità             | Stati Uniti | Gran Bretagna | Svezia | Finlandia | Danimarca | Francia | Russia |
| ---------------------- | ----------- | ------------- | ------ | --------- | --------- | ------- | ------ |
| 100 metri              | 9           | 10            | 7      |           |           | 7       |        |
| 200 metri              | 9           | 11            | 9      |           |           |         |        |
| 400 metri              | 9           | 7             |        |           |           |         |        |
| 800 metri              | 7           | 8             |        |           |           |         |        |
| 1500 metri             | 7           | 9             |        |           |           |         | 8      |
| 5000 metri             |             | 7             |        |           |           |         |        |
| 110 ostacoli           |             | 11            |        |           |           |         |        |
| Corsa campestre        |             |               | 12     | 8         | 7         |         |        |
| Maratona               | 12          | 8             | 12     |           |           |         |        |
| Salto in alto          | 9           |               | 7      |           |           |         |        |
| Salto con l'asta       | 8           |               | 7      |           |           |         |        |
| Salto in lungo         | 7           |               |        |           |           |         |        |
| Salto triplo           |             |               | 8      |           |           |         |        |
| Lancio del disco       | 8           |               | 8      |           |           |         |        |
| Disco a due mani       |             |               | 7      |           |           |         |        |
| Lancio del martello    |             |               | 7      |           |           |         |        |
| Lancio del giavellotto |             |               | 10     |           |           |         |        |

Una serie di innovazioni tecnologiche, procedurali e organizzative contraddistinguono l'edizione svedese delle Olimpiadi:
- I giudici non appartengono più al paese ospitante; ai Giochi di Stoccolma opera la prima giuria internazionale.
- La rilevazione dei tempi avviene con sistema manuale al decimo di secondo. I tempi ufficiali, invece, continuano ad essere registrati al quinto di secondo. L'ufficializzazione è allargata ai primi tre classificati.
- Il comitato dei giudici decide di modificare il regime di sanzioni per le false partenze. Gli starter non faranno più retrocedere gli atleti dal punto di partenza, ma commineranno loro una semplice ammonizione [3]
- Viene impiegata un'attrezzatura precorritrice del fotofinish. Posizionata in alto, sopra la scaletta dove sono collocati i giudici e i cronometristi, la macchina fissa le immagini fotografiche dei concorrenti al momento di tagliare il traguardo. La sua funzione è aiutare i giudici a stabilire senza incertezze l'ordine di arrivo.
- Vengono abolite le cordicelle rette da picchetti che delimitavano le corsie nelle gare di velocità; sono sostituite con linee tracciate con il gesso sulla pista.
- La premiazione dei vincitori con la consegna delle medaglie, avviene sul campo, subito dopo il termine di ogni gara.

Per la scarsa lungimiranza degli organizzatori, queste innovazioni non verranno adottate nelle successive tre edizioni dei Giochi, nonostante gli apprezzamenti ottenuti a Stoccolma.
Regolamento dei salti in altezza
In base al regolamento in vigore, se gli atleti sbagliano una misura che assegna le medaglie, si procede ad un salto di spareggio sulla misura precedente. Il salto di spareggio non può essere omologato come record. Questa regola rimarrà in vigore fino al 1948 (compreso). Nel 1936 sarà decisiva per assegnare la vittoria del salto in alto femminile.
Regolamento dei salti in estensione e dei lanci
Le norme ricalcano quelle di Londra 1908: tutti gli atleti iscritti disputano tre turni («Qualificazione»). Poi si stila una classifica.
I primi tre proseguono la gara con tre ulteriori lanci («Finale»). Tutti i lanci sono validi ai fini della classifica finale.

## Calendario
| Uomini      |            |                |                        |        |                 |                  |                         |                         |                         |    |    |
| 100 m       | 100 m      | 4x100 m        | 4x100 m                | 200 m  | 200 m           | 400 m            | 400 m                   | 4x400 m                 | 4x400 m                 | 31 |    |
| 800 m       | 800 m      | 800 m          | 1500 m                 | 1500 m | 110 m ost.      | 110 m ost.       |                         |                         |                         | 31 |    |
|             | 10 000 m   | 10 000 m       | 5000 m                 | 5000 m |                 | 3000 m a squadre | 3000 m a squadre        |                         | Cross                   | 31 |    |
|             | Alto       | Alto           |                        | Asta   | Asta            | Lungo            | Alto da fermo           |                         | Triplo                  | 31 |    |
| Giavellotto |            | Lungo da fermo | Giavellotto a due mani | Peso   | Peso a due mani | Disco            | Disco a due mani        | Martello                |                         | 31 |    |
|             |            | Marcia         |                        |        | Marcia          |                  |                         | Maratona                |                         | 31 |    |
|             | Pentathlon | Tiro alla fune |                        |        |                 |                  | Decathlon (1ª giornata) | Decathlon (2ª giornata) | Decathlon (3ª giornata) | 31 |    |
|             |            |                |                        |        |                 |                  |                         |                         |                         |    |    |
| Titoli      | 1          | 2              | 5                      | 2      | 3               | 4                | 3                       | 4                       | 2                       | 5  | 31 |

|  | Qualificazioni |  | Finali |

Rispetto a Londra 1908 la distribuzione delle gare è molto più razionale. Nella velocità è prevista una gara al giorno (a Londra invece 100, 200 e 400 metri erano sovrapposti). In questo modo gli atleti possono cimentarsi in più specialità. Nel calendario-gare di Stoccolma si riscontrano alcune caratteristiche che diventeranno dei veri e propri standard, e che verranno utilizzati negli anni seguenti in tutti i maggiori campionati di atletica leggera: 
- Si individuano sette settori:

1. Velocità:
2. Mezzofondo;
3. Fondo (compresa la corsa campestre);
4. Salti;
5. Lanci;
6. Corse su strada;
7. Prove multiple e tiro alla fune.

- Per ciascun settore, non più di una gara al giorno[5];
- Velocità: quando si disputano le staffette non ci sono gare individuali;
- Fondo: prima i 10000 metri, poi i 5000 metri, poi i 3000 metri a squadre (cioè la serie è “a scendere”).

## Nuovi record
I cinque record mondiali sono, per definizione, anche record olimpici.
| Fanno il loro esordio olimpico: | Fanno il loro esordio olimpico: | 5 000 m e 10 000 m, Marcia 10 000 m, Staffette 4×100 m e 4×400 m, Cross (individuale e a squadre), Pentathlon e Decathlon                                             |
| Miglior prestazione mondiale    | 5 specialità:                   | 100 m, 800 m, 5 000 m e Staffette 4×100 m e 4×400 m. |
| Nuovo record olimpico in        | 12 specialità:                  | 200 m, 400 m, 1 500 m, maratona, salto in alto, alto da fermo, salto con l'asta, salto in lungo, getto del peso, lancio del disco, lancio del martello e giavellotto. |

## Risultati delle gare
| Specialità | Oro                                                                       | Risultato                 | Argento                                                                  | Risultato    | Bronzo                                                                        | Risultato     | Dettagli            |
| --- | ------------------------------------------------------------------------- | ------------------------- | ------------------------------------------------------------------------ | ------------ | ----------------------------------------------------------------------------- | ------------- | ------------------- |
| 100 m | Ralph Craig                                                               | 10"8                      | Alvah Meyer                                                              | 10"9         | Donald Lippincott                                                             | 10"9          | Classifica completa |
| 200 m | Ralph Craig                                                               | 21"7                      | Donald Lippincott                                                        | 21"8         | Willie Applegarth                                                             | 22"0          | Classifica completa |
| 400 m | Charles Reidpath                                                          | 48"2                      | Hanns Braun                                                              | 48"3         | Edward Lindberg                                                               | 48"4          | Classifica completa |
| 800 m | Ted Meredith                                                              | 1'51"9                    | Mel Sheppard                                                             | 1'52"0       | Ira Davenport                                                                 | 1'52"0        | Classifica completa |
| 1.500 m | Arnold Jackson                                                            | 3'56"8                    | Abel Kiviat                                                              | 3'56"9       | Norman Taber                                                                  | 3'56"9        | Classifica completa |
| 5.000 m | Hannes Kolehmainen                                                        | 14'36"6                   | Jean Bouin                                                               | 14'36"7      | George Hutson                                                                 | 15'07"6       | Classifica completa |
| 10.000 m | Hannes Kolehmainen                                                        | 31'20"8                   | Lewis Tewanima                                                           | 32'06"6      | Albin Stenroos                                                                | 32'21"8       | Classifica completa |
| 110 m ostacoli | Fred Kelly                                                                | 15"1                      | James Wendell                                                            | 15"2         | Martin Hawkins                                                                | 15"3          | Classifica completa |
| 3000 m a squadre | Stati Uniti Tell Berna George Bonhag Abel Kiviat Louis Scott Norman Taber | 9 p.                      | Svezia Bror Fock Nils Frykberg Thorild Olsson Ernst Wide John Zander     | 13 p.        | Regno Unito Joe Cottrill George Hutson William Moore Edward Owen Cyril Porter | 23 p.         | Classifica completa |
| Maratona | Ken McArthur                                                              | 2h36'54"8                 | Christian Gitsham                                                        | 2h37'52"0    | Gaston Strobino                                                               | 2h38'42"4     | Classifica completa |
| Marcia 10.000 m | George Goulding                                                           | 46'28"4                   | Ernest Webb                                                              | 46'50"4      | Fernando Altimani                                                             | 47'37"6       | Classifica completa |
| Corsa campestre individuale | Hannes Kolehmainen                                                        | 45'11"6                   | Hjalmar Andersson                                                        | 45'44"8      | John Eke                                                                      | 46'37"6       | Classifica completa |
| Corsa campestre a squadre | Svezia Hjalmar Andersson John Eke Josef Ternström                         | 10 p.                     | Finlandia Jalmari Eskola Hannes Kolehmainen Albin Stenroos               | 11 p.        | Regno Unito Ernest Glover Frederick Hibbins Thomas Humphreys                  | 49 p.         | Classifica completa |
| Salto in alto | Alma Richards                                                             | 1,93 m                    | Hans Liesche                                                             | 1,91 m       | George Horine                                                                 | 1,89 m        | Classifica completa |
| Alto da fermo | Platt Adams                                                               | 1,63 m                    | Ben Adams                                                                | 1,60 m       | Kōnstantinos Tsiklītīras                                                      | 1,55 m        | Classifica completa |
| Salto con l'asta | Harry Babcock                                                             | 3,95 m                    | Frank Nelson Marc Wright                                                 | 3,85 m       | Bertil Uggla William Halpenny Frank Murphy                                    | 3,80 m        | Classifica completa |
| Salto in lungo | Albert Gutterson                                                          | 7,60 m                    | Calvin Bricker                                                           | 7,21 m       | Georg Åberg                                                                   | 7,18 m        | Classifica completa |
| Lungo da fermo | Kōnstantinos Tsiklītīras                                                  | 3,37 m                    | Platt Adams                                                              | 3,36 m       | Ben Adams                                                                     | 3,28 m        | Classifica completa |
| Salto triplo | Gustaf Lindblom                                                           | 14,76 m                   | Georg Åberg                                                              | 14,51 m      | Erik Almlöf                                                                   | 14,17 m       | Classifica completa |
| Getto del peso | Patrick McDonald                                                          | 15,34 m                   | Ralph Rose                                                               | 15,25 m      | Lawrence Whitney                                                              | 13,93 m       | Classifica completa |
| Peso a due mani | Ralph Rose                                                                | 27,70 m                   | Patrick McDonald                                                         | 27,53 m      | Elmer Niklander                                                               | 27,14 m       | Classifica completa |
| Lancio del disco | Armas Taipale                                                             | 45,21 m                   | Richard Byrd                                                             | 42,32 m      | James Duncan                                                                  | 42,28 m       | Classifica completa |
| Disco a due mani | Armas Taipale                                                             | 82,86 m                   | Elmer Niklander                                                          | 77,96 m      | Emil Magnusson                                                                | 77,37 m       | Classifica completa |
| Lancio del martello | Matt McGrath                                                              | 54,74 m                   | Duncan Gillis                                                            | 48,39 m      | Clarence Childs                                                               | 48,17 m       | Classifica completa |
| Lancio del giavellotto | Eric Lemming                                                              | 60,64 m                   | Juho Saaristo                                                            | 58,66 m      | Mór Kóczán                                                                    | 55,50 m       | Classifica completa |
| Giavellotto a due mani | Juho Saaristo                                                             | 109,42 m                  | Väinö Siikaniemi                                                         | 101,13 m     | Urho Peltonen                                                                 | 100,24 m      | Classifica completa |
| Pentathlon | Jim Thorpe Ferdinand Bie                                                  | 7 p. 21 p.                | James Donahue                                                            | 24 p.        | Frank Lukeman                                                                 | 24 p.         | Classifica completa |
| Decathlon | Jim Thorpe Hugo Wieslander                                                | 8.412,955 p. 7.724,495 p. | Charles Lomberg                                                          | 7.413,510 p. | Gösta Holmér                                                                  | 7.347,855 p.  | Classifica completa |
| Staffetta 4×100 m | Regno Unito Willie Applegarth Victor d'Arcy David Jacobs Henry Macintosh  | 42"4                      | Svezia Knut Lindberg Karl August Luther Ivan Möller Ture Persson         | 42"6         | Non assegnata                                                                 | Non assegnata | Classifica completa |
| Staffetta 4×400 m | Stati Uniti Edward Lindberg Ted Meredith Charles Reidpath Mel Sheppard    | 3'16"6                    | Francia Pierre Failliot Charles Lelong Charles Poulenard Robert Schurrer | 3'20"7       | Regno Unito Ernest Henley George Nicol Cyril Seedhouse James Soutter          | 3'23"2        | Classifica completa |
| Tiro alla fune | Svezia                                                                    |                           | Regno Unito                                                              |              | Non assegnata                                                                 | Non assegnata | Classifica completa |
| record mondiale; record olimpico; record mondiale stagionale; record africano; record asiatico; record europeo; record nord-centroamericano e caraibico; record sudamericano; record oceaniano; record nazionale; record personale; record personale stagionale. |                                                                           |                           |                                                                          |              |                                                                               |               |                     |

## Medagliere
| Posizione | Paese       | Oro | Argento | Bronzo | Totale |
| --------- | ----------- | --- | ------- | ------ | ------ |
| 1         | Stati Uniti | 16  | 14      | 12     | 42     |
| 2         | Finlandia   | 6   | 4       | 3      | 13     |
| 3         | Svezia      | 4   | 5       | 6      | 15     |
| 4         | Canada      | 1   | 2       | 2      | 5      |
| 5         | Regno Unito | 2   | 1       | 5      | 8      |
| 6         | Sudafrica   | 1   | 2       | 2      | 5      |
| 7         | Grecia      | 1   | 0       | 1      | 2      |
| 8         | Francia     | 0   | 2       | 0      | 2      |
| 8         | Germania    | 0   | 2       | 0      | 2      |
| 10        | Norvegia    | 1   | 0       | 0      | 1      |
| 11        | Ungheria    | 0   | 0       | 1      | 1      |
| 11        | Italia      | 0   | 0       | 1      | 1      |
| Totale    | Totale      | 30  | 33      | 31     | 94     |